# یواس‌اس پی‌سی-۴۹۶
یواس‌اس پی‌سی-۴۹۶ (به انگلیسی: USS PC-496) یک زیردریایی بود که طول آن 173 feet 8 inches (52.93 meters) بود. این زیردریایی در سال ۱۹۴۱ ساخته شد.